# Brian Yang
Brian Yang (Toronto, 25 de noviembre de 2001) es un deportista canadiense que compite en bádminton, en la modalidad individual. Ganó dos medallas en los Juegos Panamericanos, plata en 2019 y oro en 2023.

## Palmarés internacional
| Juegos Panamericanos | Juegos Panamericanos | Juegos Panamericanos | Juegos Panamericanos |
| Año                  | Lugar                | Medalla              | Prueba               |
| -------------------- | -------------------- | -------------------- | -------------------- |
| 2019                 | Lima (Perú)          | Medalla de plata     | Individual           |
| 2023                 | Santiago (Chile)     | Medalla de oro       | Individual           |